# Yoshitaka Fujisaki
Yoshitaka Fujisaki (jap. 藤崎 義孝, Fujisaki Yoshitaka; * 16. Mai 1975 in der Präfektur Kagoshima) ist ein ehemaliger japanischer Fußballspieler.

## Karriere
Fujisaki erlernte das Fußballspielen in der Schulmannschaft der Kagoshima Jitsugyo High School und der Universitätsmannschaft der National Institute of Fitness and Sports in Kanoya. Seinen ersten Vertrag unterschrieb er 1998 bei den Avispa Fukuoka. Der Verein spielte in der höchsten Liga des Landes, der J1 League. Am Ende der Saison 2001 stieg der Verein in die J2 League ab. Für den Verein absolvierte er 70 Spiele. Ende 2002 beendete er seine Karriere als Fußballspieler.